# Castell dels Tres Dragons
Il Castell dels Tres Dragons (Castello dei Tre Dragoni) è il nome popolare dell'edificio modernista di Barcellona costruito da Lluís Domènech i Montaner nel 1887-1888 come caffè-ristorante in occasione dell'Esposizione Universale del 1888.
Si trova alla fine della strada che andava dall'Arco di Trionfo al Parc de la Ciutadella e dal 1920 ospita il Museo di Zoologia di Barcellona.